# Kirill Ladygin
Kirill Ladygin, né le 17 décembre 1978 à Iekaterinbourg, est un pilote automobile russe.

## Carrière
En 2013, après avoir concouru en 2012 dans le Championnat d'Europe FIA GT3 au sein de l'écurie Russian Bears Motorsport aux mains d'une Ferrari 458 Italia, Kirill Ladygin s'engage, avec l'écurie SMP Racing, dans le championnat European Le Mans Series dans la catégorie GTC avec une Ferrari 458 Italia. Avec ses coéquipiers, Fabio Babini et Viktor Shaytar, il survole le championnat en remportant les 4 manches auxquelles il a participé.
En 2014, toujours avec le SMP Racing, Kirill Ladygin s'engage dans un double programme avec une participation au Championnat du monde d'endurance FIA avec une Oreca 03 dans la catégorie LMP2 et remet son titre en jeu avec une participation au European Le Mans Series avec une Ferrari 458 Italia dans la catégorie GTC. La saison en Championnat du monde d'endurance FIA a été très contrastée avec 4 abandons mais également 3 podiums avec une belle seconde place aux 6 Heures de Bahreïn. En European Le Mans Series, il ne réussit également pas à renouveler les performances de la saison précédente et fini le championnat avec une seule victoire, au 4 Heures du Red Bull Ring.
En 2015, Kirill Ladygin se concentre sur le championnat European Le Mans Series mais change de catégorie en participant au LMP2. La BR01 n'étant pas prête pour la première manche de la saison, il roulera avec une Oreca 03 aux 4 Heures de Silverstone. Il termina la saison à la 5e place du classement pilote avec 3 podiums et avec comme meilleur classement, une deuxième place aux 4 Heures du Castellet.
En 2016, Kirill Ladygin participa de nouveau au Championnat du monde d'endurance FIA avec le SMP Racing. À part un abandon aux 6 Heures de Mexico, il finira toutes les autres courses. Son meilleur classement a été une 3e place aux 24Heures du Mans. La saison sera également agrémentée d'une première participation aux 24 Heures de Daytona.
En 2017, Kirill Ladygin changea de registre pour rejoindre le peloton de la Russian Series sur une Lada Vesta officielle. Il participa également au développement de la nouvelle BR1, futur voiture du SMP Racing dans la catégorie LMP1 pour Championnat du monde d'endurance FIA 2018-2019 en réalisant des essais en simulateur.

## Palmarès

### Résultats aux 24 Heures du Mans
| Année | Équipe     | Coéquipiers                        | Voiture   | Classe | Tours | Pos. | Class Pos. |
| ----- | ---------- | ---------------------------------- | --------- | ------ | ----- | ---- | ---------- |
| 2014  | SMP Racing | Maurizio Mediani Nicolas Minassian | Oreca 03R | LMP2   | 9     | Abd. | Abd.       |
| 2015  | SMP Racing | Mikhail Aleshin Anton Ladygin (de) | BR01      | LMP2   | 322   | 33e  | 13e        |
| 2016  | SMP Racing | Vitaly Petrov Viktor Shaytar       | BR01      | LMP2   | 353   | 7e   | 3e         |

### Résultats aux 24 Heures de Daytona
| Année | Équipe     | Coéquipiers                                        | Voiture | Classe | Tours | Pos. | Class Pos. |
| ----- | ---------- | -------------------------------------------------- | ------- | ------ | ----- | ---- | ---------- |
| 2016  | SMP Racing | Maurizio Mediani Nicolas Minassian Mikhail Aleshin | BR01    | P      | 617   | 37e  | 9e         |

### Championnat du monde d'endurance FIA
| Année | Ecurie     | Châssis  | Moteur                      | Classe | 1        | 2     | 3        | 4        | 5        | 6     | 7      | 8        | 9     | Position | Points |
| ----- | ---------- | -------- | --------------------------- | ------ | -------- | ----- | -------- | -------- | -------- | ----- | ------ | -------- | ----- | -------- | ------ |
| 2014  | SMP Racing | Oreca 03 | Nissan VK45DE 4,5 l V8 Atmo | LMP2   | SIL Abd. | SPA 3 | LMS Abd. | COA Abd. | FUJ 4    | SHA 3 | BHR 2  | SÃO Abd. |       | 7e       | 60     |
| 2016  | SMP Racing | BR01     | Nissan VK45DE 4,5 l V8 Atmo | LMP2   | SIL 8    | SPA 9 | LMS 3    | NÜR 6    | MEX Abd. | CDA 6 | FUJ 10 | SHA 7    | BHR 8 | 9e       | 63     |

### European Le Mans Series
| Année | Ecurie     | Châssis                | Moteur                      | Classe | 1        | 2     | 3     | 4     | 5     | Position | Points |
| ----- | ---------- | ---------------------- | --------------------------- | ------ | -------- | ----- | ----- | ----- | ----- | -------- | ------ |
| 2013  | SMP Racing | Ferrari 458 Italia GT3 | Ferrari F136 4,5 l V8 Atmo  | GTC    | SIL      | IMO 1 | RBR 1 | HUN 1 | LEC 1 | 1re      | 100    |
| 2014  | SMP Racing | Ferrari 458 Italia GT3 | Ferrari F136 4,5 l V8 Atmo  | GTC    | SIL Abd. | IMO 3 | RBR 1 | LEC 4 | EST 4 | 3e       | 67     |
| 2015  | AF Corse   | Oreca 03               | Nissan VK45DE 4,5 l V8 Atmo | LMP2   | SIL 8    |       |       |       |       | 5e       | 56     |
| 2015  | SMP Racing | BR01                   | Nissan VK45DE 4,5 l V8 Atmo | LMP2   |          | IMO 8 | RBR 3 |       |       | 5e       | 56     |
| 2015  | AF Racing  | BR01                   | Nissan VK45DE 4,5 l V8 Atmo | LMP2   |          |       |       | LEC 2 | EST 3 | 5e       | 56     |